# A todo dar (programa de televisión)
A todo dar fue un programa concurso transmitido en Ecuador por la cadena televisiva TC Televisión.

## Historia
Su primera transmisión fue el 13 de enero de 1997 bajo la conducción del fallecido animador Marco Vinicio Bedoya y Sonia Villar. Su última transmisión fue emitida el 23 de mayo de 2008, siendo el programa de despedida de A todo dar.
El programa se lo transmitía en vivo, habitualmente a las 6pm. Sus primeros conductores fueron Marco Vinicio Bedoya y Sonia Villar, luego de que el programa estuviera más de un año al aire, Bedoya fue asesinado y poco después su hermano mayor, el comandante Luis Bedoya Sánchez paso a reemplazarlo por tiempo indefinido, luego fue conducido por Frank Palomeque quien se mantuvo durante 9 años en compañía de Gabriela Pazmiño, quien fue reemplazada por Cinthya Coppiano dos meses antes de que "A todo dar" saliera definitivamente del aire y solo regresó para animar su última transmisión junto a Coppiano.

## Modelos y grupos de baile
Tuvo como modelos a varias chicas que caracterizaron al programa, tales como Carolina Ramos, Martha Bone, Ginger Noriega, Michelle Álvarez, Vicky Martínez, María Sol Galarza, Ana María Franco, Flor María Palomeque, Katty Yoncón, María Cristina Yépez, Paola Farías, Kathya Verdesoto, Ana Santistevan, Verónica Andrade, Dayana Obando, Kathya Tamayo, Grazziana Sampietro, Olga Gallegos, la brasilera Mirela Maldonado y otras más. Y tuvo varios grupos de música y baile como Latitud Cero, Grupo Millenium, Ta' Dominado, Millenium, Kandela y Son, Kabanna, Cuerpo Caliente, Doble Sentido, Las Musas, Deseo, Ilusión, Alta Tensión, Son Pa Ti, Quality, Subversivos, Star Squad, Bohemia, Latinos y otros más.

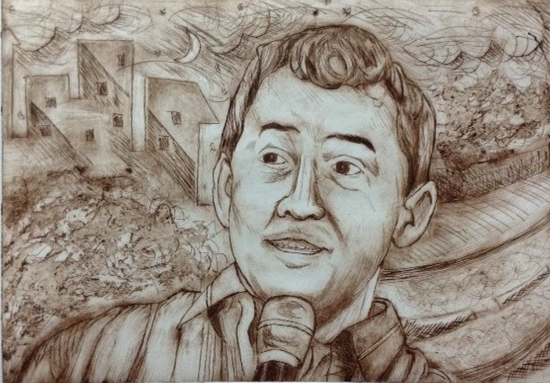
Retrato de Marco Vinicio Bedoya.
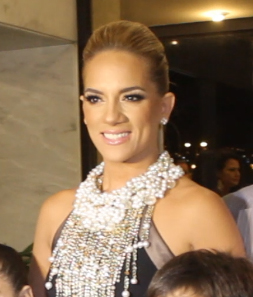
Gabriela Pazmiño en 2015.
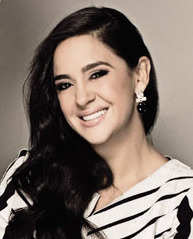
Flor María Palomeque en 2013.
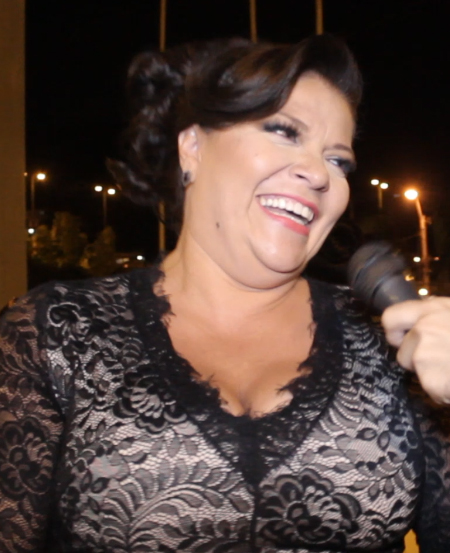
Tábata Gálvez en 2015.
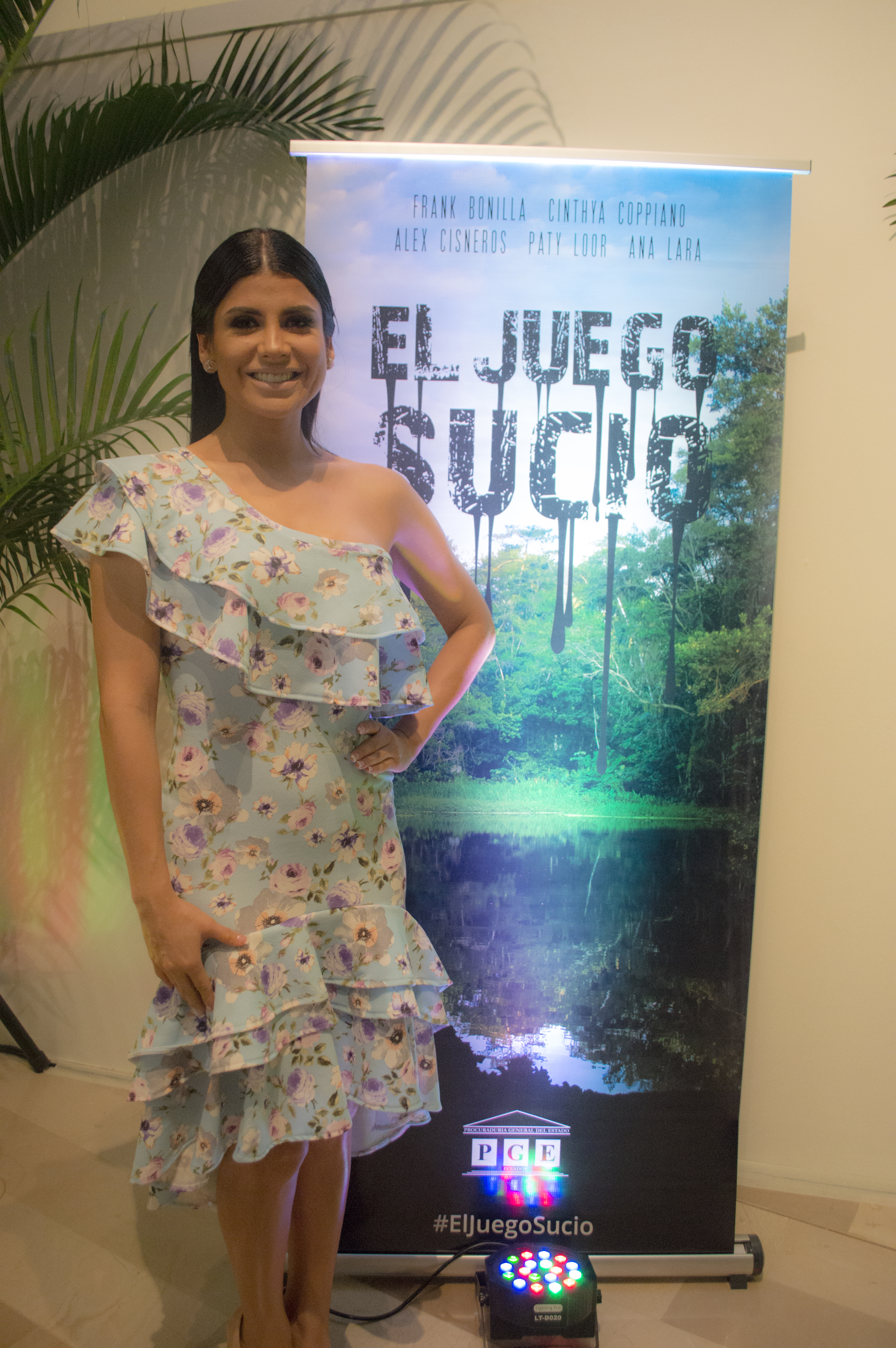
Cinthya Coppiano en 2016.